# Dasatynib
Dasatynib, dazatynib – organiczny związek chemiczny stosowany jako lek przeciwnowotworowy (cytostatyk) z grupy inhibitorów kinazy tyrozynowej, kinazy BCR-Abl i kinaz z rodziny Src, produkowany przez Bristol-Myers Squibb i sprzedawany pod nazwą handlową Sprycel.
Nazwa leku wzięła się od nazwiska Jagabandhu Dasa, chemika pracującego w Bristol-Myers Squibb, jednego z odkrywców związku.

## Mechanizm działania
Dasatynib hamuje aktywność kinazy BCR-Abl oraz rodziny kinaz Src; równocześnie hamuje też inne, liczne, wybrane kinazy onkogenne, w tym c-KIT, kinazy receptora efryny (EPH) oraz receptora PDGFβ. Badana jest skuteczność leku w leczeniu przerzutów czerniaka, raka prostaty i niedrobnokomórkowego raka płuca. Działa jako podwójny inhibitor kinazy BCR-Abl oraz kinaz z rodziny Src (Quintas-Cardama i wsp., 2006). W przeciwieństwie do imatynibu, dasatynib hamuje działanie zarówno nieaktywnej, jak i aktywnej postaci białka BCR-Abl, wykazując w badaniach in vitro nawet 325-krotnie większą aktywność wobec kinazy Abl (O’Hare i wsp., 2005).
Metabolizowany jest przez CYP3A4, a jego okres półtrwania wynosi od 5 do 6 godzin.

## Wskazania
Dasatynib należy do drugiej generacji inhibitorów kinaz i znajduje zastosowanie w leczeniu przewlekłej białaczki szpikowej w fazie przewlekłej, w fazie akceleracji lub w fazie przełomu blastycznego w przypadku oporności lub nietolerancji na uprzednie leczenie, w tym leczenie metasulfonianem imatynibu u pacjentów z obecnym chromosomem Philadelphia, u pacjentów z nowo rozpoznaną przewlekłą białaczką szpikową z chromosomem Philadelphia (Ph+) oraz ostrą białaczką limfoblastyczną z chromosomem Philadelphia (Ph+) oraz z limfoblastyczną postacią przełomu blastycznego w przewlekłej białaczce szpikowej, w przypadku oporności lub nietolerancji wcześniejszej terapii w fazie przewlekłej.
9 listopada 2017 amerykańska Agencja Żywności i Leków udzieliła zgody na stosowanie dasatynibu (nazwa handlowa Sprycel, Bristol-Myers Squibb) w leczeniu pacjentów pediatrycznych w fazie przewlekłej przewlekłej białaczki szpikowej z obecnością chromosomu Philadelphia (Ph+).

## Dawkowanie i sposób podawania
Leczenie powinno być rozpoczęte przez lekarza doświadczonego w rozpoznawaniu i leczeniu białaczki. Zalecane dawkowanie w przypadku przewlekłej białaczki szpikowej to 100 mg raz dziennie.

## Przeciwwskazania
Nadwrażliwość na substancję czynną lub na którąkolwiek substancję pomocniczą.

## Klinicznie istotne interakcje
Dasatynib jest substratem i inhibitorem cytochromu P450 a konkretnie jego izoenzymu 3A4. Dlatego istnieje możliwość wystąpienia interakcji z innymi równocześnie stosowanymi produktami leczniczymi metabolizowanymi głównie przez CYP3A4 lub takimi, które wpływają na jego aktywność.
Jednoczesne stosowanie dasatynibu i innych produktów leczniczych, które silnie hamują CYP3A4 (np. ketokonazolu, itrakonazolu, erytromycyny, klarytromycyny, rytonawiru, telitromycyny), może zwiększać ekspozycję na dasatynib. Z uwagi na to nie zaleca się stosowania silnych inhibitorów CYP3A4 u pacjentów przyjmujących dasatynib.
Jednoczesne stosowanie dasatynibu i leków, które indukują CYP3A4 (np. deksametazonu, fenytoiny, karbamazepiny, ryfampicyny, fenobarbitalu lub produktów roślinnych zawierających ziela dziurawca, Hypericum perforatum) może znacznie zmniejszyć ekspozycję na dasatynib, zwiększając potencjalnie ryzyko niepowodzenia terapeutycznego. U pacjentów otrzymujących dasatynib należy więc stosować inne, alternatywne produkty lecznicze, o słabszym działaniu indukującym CYP3A4.
Jednoczesne stosowanie dasatynibu i substratów CYP3A4 może zwiększyć ekspozycję na substrat CYP3A4, zatem należy zachować ostrożność, stosując dasatynib równocześnie z substratami CYP3A4 o wąskim zakresie terapeutycznym, takimi jak astemizol, terfenadyna, cyzapryd, pimozyd, chinidyna, beprydyl lub alkaloidy sporyszu (ergotamina, dihydroergotamina).
Jednoczesne stosowanie dasatynibu i antagonistów receptora H2 (np. famotydyny), inhibitorów pompy protonowej (np. omeprazolu) albo wodorotlenku aluminium lub wodorotlenku magnezu może zmniejszyć ekspozycję na dasatynib. Z tego powodu nie zaleca się stosowania antagonistów receptora H2 i inhibitorów pompy protonowej, a leki zawierające wodorotlenek aluminium/wodorotlenek magnezu powinny być podawane do 2 godzin przed lub 2 godziny po podaniu dasatynibu.
Szczególne grupy:
Na podstawie wyników badań farmakokinetycznych, po jednorazowym podaniu, pacjenci z zaburzeniem czynności wątroby w stopniu łagodnym, umiarkowanym lub ciężkim mogą otrzymywać zalecaną dawkę początkową. Ze względu na ograniczenia tego badania zaleca się zachowanie ostrożności podczas podawania dasatynibu pacjentom z zaburzeniem czynności wątroby.

## Ciąża
Brak wystarczających danych dotyczących stosowania dasatynibu u kobiet w ciąży. Badania na zwierzętach wykazały szkodliwy wpływ na reprodukcję. Potencjalne zagrożenie dla człowieka nie jest znane. Dasantynibu nie wolno stosować w okresie ciąży, jeśli nie jest to bezwzględnie konieczne. W przypadku stosowania dasantynibu w czasie ciąży, pacjentka musi być poinformowana o potencjalnym ryzyku dla płodu.

## Karmienie piersią
Dane dotyczące wydzielania dasatynibu w mleku kobiecym lub mleku zwierząt są niewystarczające/ograniczone. Dane fizyko-chemiczne oraz dostępne dane farmakodynamiczne/toksykologiczne dotyczące dasatynibu wskazują na wydzielanie z mlekiem kobiecym, w związku z czym nie można wykluczyć ryzyka dla dziecka karmionego piersią. Podczas leczenia dasatynibem należy przerwać karmienie piersią.

## Płodność
Wpływ dasatynibu na plemniki nie jest znany, dlatego zarówno wykazujący aktywność seksualną mężczyźni, jak i kobiety, podczas leczenia powinni stosować skuteczną antykoncepcję.

## Wpływ na zdolność prowadzenia pojazdów i obsługiwania maszyn
Nie przeprowadzono badań nad wpływem produktu na zdolność prowadzenia pojazdów mechanicznych i obsługiwania urządzeń mechanicznych w ruchu. Pacjentów należy poinformować o możliwości wystąpienia w trakcie leczenia dasatynibem takich objawów niepożądanych jak zawroty głowy lub zaburzenia widzenia. Dlatego należy zachować ostrożność podczas prowadzenia pojazdów mechanicznych lub obsługiwania urządzeń mechanicznych w ruchu.

## Działania niepożądane
U pacjentów z nowo rozpoznaną przewlekłą białaczką szpikową w fazie przewlekłej najczęściej zgłaszanymi objawami niepożądanymi były retencja płynów (włącznie z wysiękiem w jamie opłucnej) (19%), biegunka (17%), bóle głowy (12%), wysypka (11%), bóle kostno-mięśniowe (11%), nudności (8%), zmęczenie (8%), ból mięśni (6%), wymioty (5%) i zapalenie mięśni (4%). U pacjentów z opornością lub nietolerancją na wcześniejsze leczenie imatynibem leczonych dasatynibem najczęściej zgłaszanymi objawami niepożądanymi były retencja płynów (włącznie z wysiękiem w jamie opłucnej), biegunka, bóle głowy, nudności, wysypki skórne, duszność, krwawienie, zmęczenie, bóle kostno-mięśniowe, zakażenie, wymioty, kaszel, ból brzucha i gorączka. Gorączka neutropeniczna związana ze stosowaniem leku wystąpiła u 5% pacjentów leczonych dasatynibem z
opornością lub nietolerancją na wcześniejsze leczenie imatynibem.